# ريتشارد إيفلين بيرد
ريتشارد إِيفلين بيرد (بالإنجليزية: Richard Evelyn Byrd)‏، عميد بحري أمريكي، ومكتشف للمناطق القطبية الجنوبية والشمالية، وطيار، وملاح، قام في الفترة بين عامي 1928 و1957، بأعمال فاق بها غيره، في سبيل مباشرة عمليات الاكتشاف بالقارة المتجمدة الجرداء، أنتاركتيكا. وفي عام 1925 تولى بيرد قيادة رحلة طيران بعثة ماكميلان إلى القطب الشمالي، مارًا بجرِينْلانْدْ وجزيرة إلِسْمِيرْ. وفي التاسع من مايو عام 1926، أصبح بيرد، وطيار آخر يُدْعَى فلويد بنيت، من أوائل الرجال الذين يطيرون إلى القطب الشمالي.
كانت أول بعثة لبيرد إلى المنطقة المتجمدة الجنوبية، من عام 1928 إلى 1930؛ وقد جُهِّزت بطائرة للطيران إلى القطب الشمالي، وأقامت البعثة قاعدة لها بتلك المنطقة، سمَّتها أمريكا الصغرى، عند رصيف رُوسْ الثلجي في خليج الحيتان. وفي الثامن والعشرين، والتاسع والعشرين من نوفمبر عام 1929، طار بيرد، وكبير طياريه بيرينت بالشن، إلى القطب الجنوبي.
أما بعثة بيرد الثانية إلى المنطقة المتجدة الجنوبية، من عام 1933 إلى 1935، فقد باشرت العديد من موضوعات البحث العلمية ؛ حيث اشتملت على دراسات للشهب والأشعة الكونية، والطقس والجغرافيا والمغنطيسية الأرضية بجانب دراسات عن الغطاء الجليدي في قارة أنتاركتيكا، باستخدام مرسمة الزلازل. وقد أقام بيرد بمفرده في إحدى المرات في قاعدة أمامية معظم الشتاء، وتحدث عن هذه التجربة في كتابه بمفردي (1938).
وفي عام 1939، تولى بيرد قيادة بعثة خدمة الولايات المتحدة للمنطقة المتجمدة الجنوبية، حيث قامت بإنشاء قاعدة أمريكا الصغرى الثالثة، وأرْسِلَت خمس فرق كشفية كبرى، إلا أن الحرب العالمية الثانية (1939 - 1945) أجبرت البعثة على ترك قواعدها في عام 1941.
وبعد أداء بيرد خدمته في الحرب العالمية الثانية، عينته إدارة البحرية في وظيفة ضابط بعثة مسؤول عن عمليات القفز من ارتفاعات عالية، واكتشفت هذه البعثة مساحة تعادل أبعادها أبعاد كل من ألمانيا وفرنسا، وقامت بإعداد خرائط شاملة. وفي 16 من فبراير عام 1947، قام بيرد برحلته الثانية فوق القطب الجنوبي .
ومرة أخرى، تولى مسؤوليته عن برنامج الولايات المتحدة بالمنطقة المتجمدة الجنوبية، عن السنة الجيوفيزيائية الدولية 1957- 1958، وزار هذه المنطقة في عامي 1955 و1956 وشاهد قاعدة أمريكا الصغرى الخامسة بعد إقامتها، وطار فوق القطب الجنوبي للمرة الثالثة.
وُلِدَ بيرد في وِنشِسْتَرْ بفرجينيا، بالولايات المتحدة، وهو شقيق عضو مجلس الشيوخ الأمريكي هَاري ف. بيرد، وقد تخرج في الأكاديمية البحرية للولايات المتحدة في عام 1912، والتحق بالطيران البحري خلال الحرب العالمية الأولى (1914 - 1918) و ساعد في رسم الخطط لطائرات البحرية للطيران عبر الأطلسي.

## روابط خارجية
- ريتشارد إيفلين بيرد على موقع IMDb (الإنجليزية)
- ريتشارد إيفلين بيرد على موقع الموسوعة البريطانية (الإنجليزية)
- ريتشارد إيفلين بيرد على موقع مونزينجر (الألمانية)
- ريتشارد إيفلين بيرد على موقع قاعدة بيانات الأفلام السويدية (السويدية)
- ريتشارد إيفلين بيرد على موقع إن إن دي بي (الإنجليزية)
- ريتشارد إيفلين بيرد على موقع قاعدة بيانات الفيلم (الإنجليزية)
- ريتشارد إيفلين بيرد على موقع كينوبويسك (الروسية)